# Schizocarpum
Espèce
Schizocarpum est un genre de plante à fleurs de la famille des cucurbitacées selon la liste de Angiosperm Phylogeny Website (27 mai 2010).
Les espèces sont originaires du Mexique et de l'Amérique centrale.

## Liste des espèces
- Schizocarpum dieterleae
- Schizocarpum filiforme
- Schizocarpum liebmannii
- Schizocarpum longisepalum
- Schizocarpum palmeri
- Schizocarpum parviflorum
- Schizocarpum pilosum
- Schizocarpum reflexum
- Schizocarpum tripodum